# أباي
اباي هي مديرية في باراغواي، تقع في كازابا، بلغ عدد سكانها 3,586 نسمة وذلك حسب إحصائيات سنة 2008، تبلغ مساحتها 2,018 كيلومتر مربع، رمزها البريدي هو 5840.